# Cacatua ducorpsii
Cacatua ducorpsii là một loài chim trong họ Cacatuidae.

## Hình ảnh

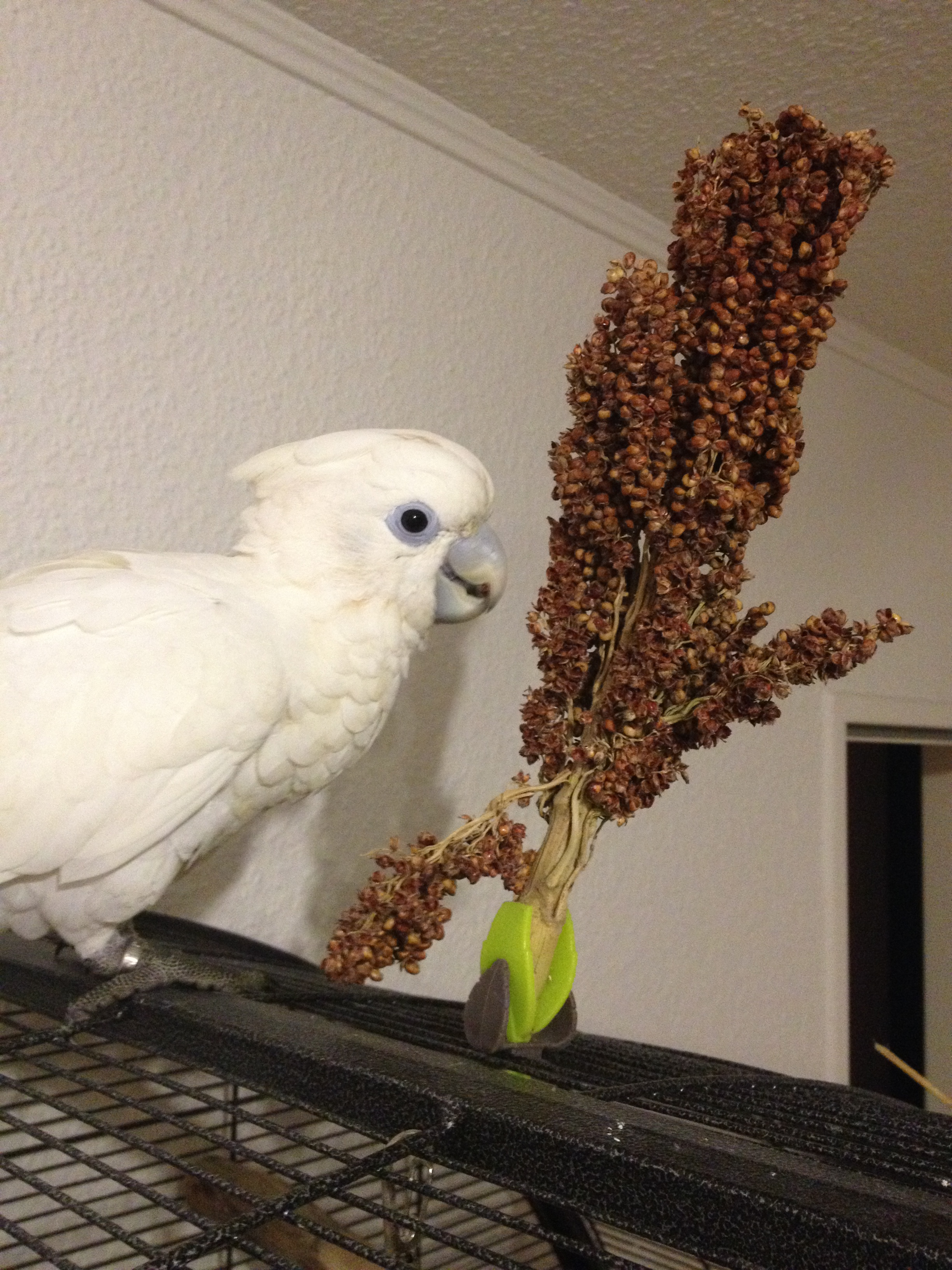
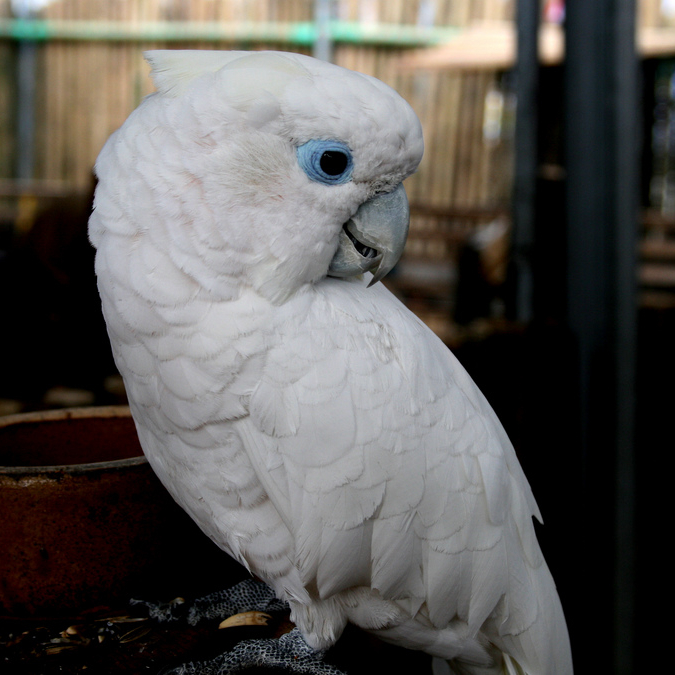